# Diaethria wernickei
Diaethria wernickei är en fjärilsart som beskrevs av Friedrich Wilhelm Niepelt 1918. Diaethria wernickei ingår i släktet Diaethria och familjen praktfjärilar. Inga underarter finns listade i Catalogue of Life.